# Luciano Veloso
Luciano Veloso (Pesqueira, 13 september 1948) is een Braziliaans voormalig voetballer, bekend als Fio Maravilha. 

## Biografie
Luciano begon zijn carrière bij CRB en maakte al snel de overstap naar Santa Cruz, waar hij tien jaar speelde. Van 1969 tot 1973 won hij vijf keer op rij het Campeonato Pernambucano. In 1975 maakte hij de overstap naar Sport do Recife en won ook hier de staatstitel mee. In 1977 ging hij naar Corinthians en won daarmee het Campeonato Paulista, het was de eerste titel voor de club in 23 jaar. 